# Рамзі Юсеф
Рамзі Юсеф (араб. رمزي يوسف нар.. 20 травня 1967, Кувейт) — терорист, організатор теракту у Світовому торговому центрі (ВТЦ) у Нью-Йорку, що призвів до загибелі 6 та поранень 1042 осіб. Член організації «Аль-Каїда».

## Теракт у Нью-Йорку
26 лютого 1993 року Юзеф припаркував вантажний автомобіль, замінований 680 кілограмами рідкої вибухівки, у підземному гаражі під «Північною вежею» ВТЦ. За його планом вибух мав обрушити одну вежу на іншу. Однак потужності не вистачило і вибух лише струснув вежу, пошкодивши багато з її конструкцій. Деякі загиблі та переважна більшість поранених постраждали не через саму детонацію, а через паніку і тисняву, що почалися при евакуації.

### Невдачі
У процесі підготовки теракту та після його скоєння Рамзі Юсефа та його спільників переслідували різні пригоди. Зокрема, сам він потрапив на замінованій машині в ДТП, а спільники, більшість з яких були затримані одразу після теракту у ВТЦ, не змогли підготувати необхідну кількість вибухівки, що призвело до недостатніх наслідків (згодом на допиті Юсеф пошкодував про цю обставину). Також примітно, що причетність Юзефа до теракту у ВТЦ була підтверджена завдяки відбитку його пальця на пульті підривника. Вибух, не такий потужний, як припускав Юсеф, не зміг знищити всі докази.

## Інші теракти
Рамзі Юсеф — перший, хто здогадався про можливість таранного використання захоплених пасажирських літаків. Втім, його план підірвати одразу 11 американських авіалайнерів не було реалізовано. Також, перебуваючи на Філіппінах, він планував замах на Папу Римського, який прибував туди з візитом (реальних дій не було через неефективну організацію злочину). Також на Філіппінах Рамзі Юсеф тренував місцевих терористів — аквалангістів та навчав їх вибухової справи та вчинив теракт на борту філіппінського авіалайнера над Тихим океаном; бомба вибухнула, вбивши одного та поранивши 10 пасажирів, але екіпаж посадив літак.

## Арешт та вирок
Рамзі Юсеф був заарештований 7 лютого 1995 року в Пакистані під час підготовки до терактів на 11 американських літаках, при цьому пакистанські спецслужби, заарештувавши Юсефа, не помітили його спільника, який спав у сусідній кімнаті.
На суді суддя повідомив Юсефу:
|  | …Ви не гідні називатися захисником Корану. Смерть – ось ваш єдиний бог та господар, ваша єдина релігія… |

Рамзі Юсеф відмовився відповідати на будь-які запитання. Залишилося нез'ясованим, хто його надіслав, постачав фальшивими документами та оплачував витрати. За однією з версій, замовником був його рідний дядько, відомий терорист Халід Шейх Мохаммед.
За теракт у Нью-Йоркському ВТЦ Рамзі Юсефа було засуджено до довічного ув'язнення плюс 240 років позбавлення волі. В даний час він перебуває в американській в'язниці «ADX Florence».

## У культурі
- «Бомба на борту». 5-та серія 3-го сезону канадського документального телесеріалу «Розслідування авіакатастроф». Роль Рамзі виконав актор Сем Калілієх (англ. Sam Kalilieh).